# Sandra Pereira
Sandra Pereira (* 26. Januar 1986 in Albergaria-a-Velha) ist eine portugiesische Sängerin. In ihrem Heimatland wurde sie einem breiten Publikum bekannt durch den Gewinn der vierten Staffel der Castingshow Ídolos, der portugiesischen Version von Pop Idol, die zwischen Oktober und Dezember 2010 vom Fernsehsender SIC ausgestrahlt wurde.
Pereira stammt aus der zentralportugiesischen Kleinstadt Albergaria-a-Velha. Musikalisch ist sie beeinflusst von Sting, Robert Plant, Freddie Mercury, Nina Simone und Gary Moore. Bei Ídolos erreichte sie das Finale. In der Abstimmung der letzten Show am 31. Dezember 2010 entschied sie schließlich den Wettbewerb gegen ihren Kontrahenten Martim Vicente für sich.